# Viña FM
Viña FM, originalmente conocida como Radio Divine o simplemente Divine, es una estación radial chilena ubicada en el 107.7 MHz del dial FM en el Gran Valparaíso. Bajo su nombre original, en honor a la mítica discoteque del mismo nombre, cuya tragedia ocurrió el 4 de septiembre de 1993, estuvo orientada al público LGBT. El lanzamiento de la radio coincidió con el aniversario N.° 21 del incidente.
Fue la primera radiodifusora de Hispanoamérica de carácter LGBT que se emitió libremente, en Valparaíso y Viña del Mar, ciudad de donde es originaria.
El 31 de diciembre de 2016 fueron sus últimas transmisiones como Radio Divine, cambiando su nombre posteriormente a Radio ViñaFM. Aunque se mantienen algunos programas de la antigua emisora, el enfoque LGBT se perdió y es una radio enfocada al segmento adulto. La emisora se puede escuchar mediante webcast directamente de su sitio web, así como a través del programa TuneIn Radio.